# Plötz
Plötz là một đô thị thuộc huyện Saalekreis, Sachsen-Anhalt, Đức. Đô thị Plötz có diện tích 7,74 km², dân số thời điểm ngày 31 tháng 12 năm 2006 là 760 người.